# Mausoléu de Tamerlão

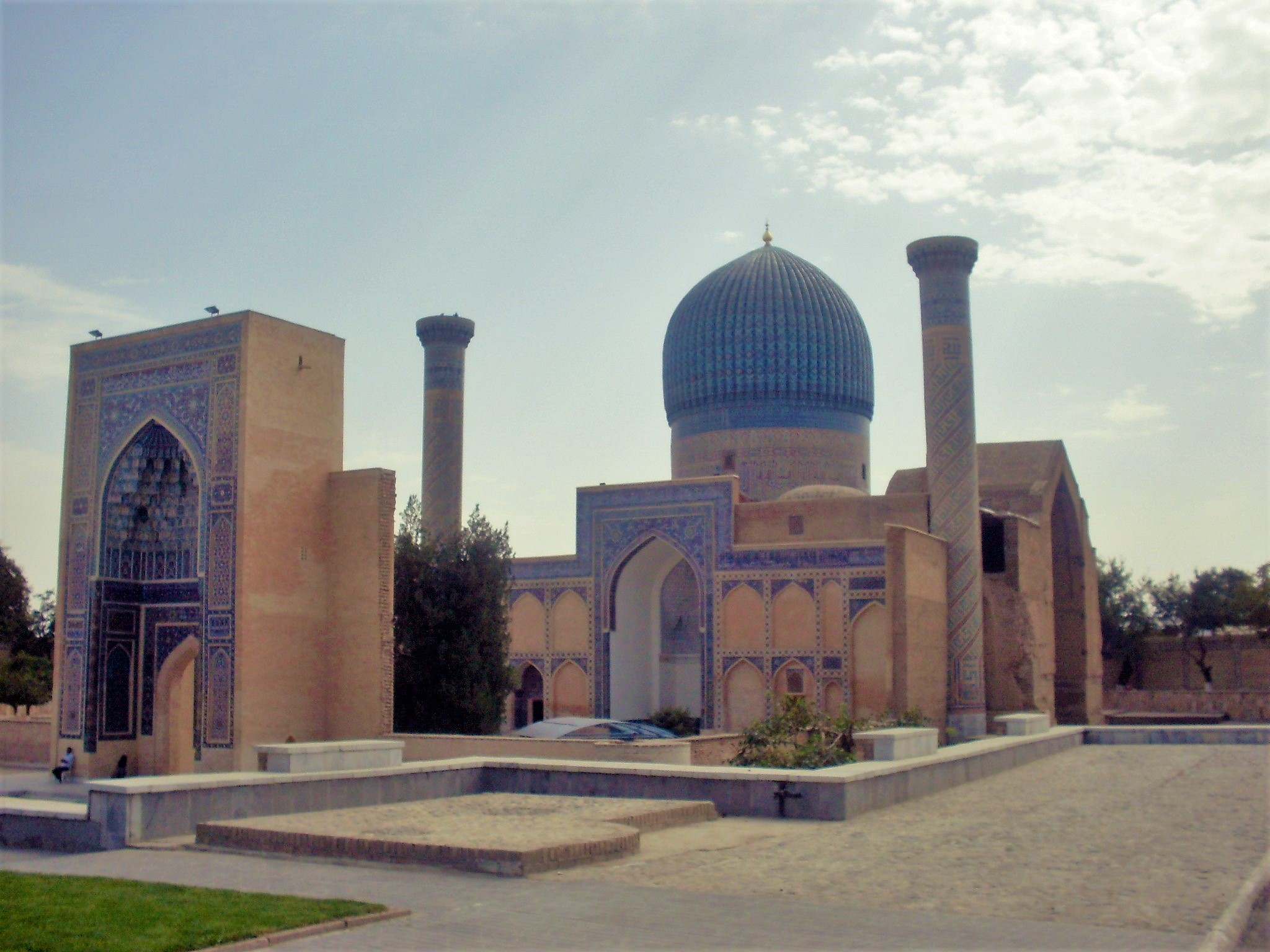
Vista exterior

O mausoléu de Tamerlão, também chamado Mausoléu do Emir (Gur-e-Amir), é o mausoléu do emir timúrida Tamerlão (r. 1370–1405), em Samarcanda. Serviu de inspiração aos mausoléus mogóis, como o Taj Mahal de Xá Jeã (r. 1628–1658).